# Момун
Мому́н — литературный герой, один из центральных персонажей повести Чингиза Айтматова «Белый пароход».

## Момун в повести
Старик Момун или расторопный Момун — помощник егеря Орозкула в Сан-Ташском заповедном лесу. Прозвище «расторопный» Момун получает благодаря своей готовности всегда прийти на помощь, любому услужить. Старика знают все в округе, но большинство относятся к нему как к чудаку. Никто не уважает его по-настоящему, не ценит его бескорыстный труд, кроме, разве что, его внука. Тихий, покладистый Момун терпит все шутки и издевательства.
На поминках он всегда прислуживает гостям, режет скот, подает чай. Старик присутствует на каждых поминках соплеменников, потому что верит, что все люди его рода — братья, потомки великой прародительницы — Рогатой матери-оленихи.
Жена Момуна давно умерла. Момун живет с ворчливой старухой (бабкой), которая постоянно им помыкает. У старика две дочери: старшая Бекей (жена Орозгула) и младшая, имя которой не упоминается, — мать мальчика, оставившая сына и уехавшая жить в город.
Дед Момун покупает мальчику портфель в автолавке, чтобы тот мог ходить в школу. Старик часто рассказывает внуку сказки, тем самым взращивая в мальчике нравственность, веру в добро и в людей. Именно Момун знакомит мальчика со сказкой о Рогатой матери-оленихе, которая считается прародительницей их племени. Момун усердно работает, присматривает за лесом. Он уважает природу, деревья, животных и охраняет их.
Момун помогает Орозкулу рубить дерево на продажу, а потом тащить его к дому. На это уходит много времени, и старик просит Орозкула прервать работу, позволить ему забрать мальчика из школы. Момун не слушает угрозы Орозкула, берет его лошадь, на которой нельзя ездить никому, кроме Орозкула, и спешит к мальчику. Старик привозит внука домой. Но за неповиновение Момуна Орозкул избивает и выгоняет из дома его дочь Бекей, увольняет старика и грозился выгнать его с кордона. С этот момента старик почти не обращает на внука внимания, его волнует лишь то, как он сможет загладить свою вину перед Орозкулом.
Во время работы в лесу Момун своими глазами видит маралов, очень похожих на Рогатую мать-олениху из любимой им легенды. Старик просит Орозкула не стрелять в оленей, напоминая ему о том, что маралы были и остаются священными животными для всего их рода.
Подсобному рабочему Сейдахмату, всегда потешавшемуся над Момуном, удается запугать старика и заставить его застрелить марала. Жители кордона устраивают пир, на котором даже Момун напивается и расхваливает мясо, стараясь угодить Орозкулу и остальным. Старик идет на это ради своей дочери и маленького внука, но при этом он отрекается от самого себя и всего того, во что он верил и чем жил.
Мальчик воспринимает поступок деда как предательство и бросается в воду, желая скорее покинуть кордон. Именно Момун становится причиной смерти главного героя повести.

### Цитаты
Он многое умел в жизни. Плотничал, шорничал, скирдоправом был: когда был еще помоложе, такие в колхозе скирды ставил, что жалко было их разбирать зимой: дождь стекал со скирды, как с гуся, а снег крышей двускатной ложился. В войну трудармейцем в Магнитогорске заводские стены клал, стахановцем величали. Вернулся, дома срубил на кордоне, лесом занимался. Хотя и числился подсобным рабочим, за лесом-то следил он, а Орозкул, зять его, большей частью по гостям разъезжал. Разве когда начальство нагрянет — тут уж Орозкул сам и лес покажет, и охоту устроит, тут уж он был хозяином. За скотом Момун ходил, и пасеку он держал. Всю жизнь с утра до вечера в работе, в хлопотах прожил Момун, а заставить уважать себя не научился.
Внешность:
… наружность Момуна была вовсе не аксакальская. Ни степенности, ни важности, ни суровости. Добряк он был, и с первого взгляда разгадывалось в нем это неблагодарное свойство человеческое. Во все времена учат таких: «Не будь добрым, будь злым! Вот тебе, вот тебе! Будь злым», — а он, на беду свою, остается неисправимо добрым. Лицо его было улыбчивое и морщинистое-морщинистое, а глаза вечно вопрошали: «Что тебе? Ты хочешь, чтобы я сделал для тебя что-то? Так я сейчас, ты мне только скажи, в чем твоя нужда».
Нос мягкий, утиный, будто совсем без хряща. Да и ростом небольшой, шустренький, старичок, как подросток. На что борода — и та не удалась. Посмешище одно. На голом подбородке две-три волосинки рыжеватые — вот и вся борода.

## Экранизации
- В экранизации Болотбека Шамшиева (1975) роль Момуна исполнил Асанкул Куттубаев.